# Fear of Tomorrow
| Recensione | Giudizio |
| ---------- | -------- |
| AllMusic   | [ 3 ]    |

Fear of Tomorrow è il primo album in studio del gruppo musicale thrash metal danese Artillery, pubblicato nel 1985 dall'etichetta Neat Records.

## Il disco
Il disco di esordio è uscito dopo che la band, a marzo del 1985, aveva registrato un demo con lo stesso nome e contenente una prima versione di sei canzoni presenti in questo album. Il disco è stato pubblicato in vinile anche dalla Roadrunner Records.
La Neat Records nel 1999 ha ristampato Fear of Tomorrow in un doppio CD contenente anche il successivo Terror Squad, ma la prima versione rimasterizzata in compact disc è stata fornita un anno prima dall'etichetta Axe Killer (con ristampa nel 2009). Nel 2008 la Metal Mind Productions ha pubblicato un'ulteriore ristampa in CD con l'aggiunta di sette tracce bonus provenienti dai demo degli anni ottanta.

## Le sonorità
All'epoca in cui uscì, l'album destò un certo stupore, infatti, se da un lato rientrava nella scena thrash metal europea (lo stesso anno esordirono anche Kreator e Destruction), dall'altro, la velocità di esecuzione e le capacità tecniche dei musicisti, lo resero uno dei primi esempi di technical thrash.
Altra novità per quel periodo è lo stile del cantante Flemming Rönsdorf, capace di combinare il falsetto a delle tonalità basse ed aggressive simili al growl.

## Tracce
1. Time Has Come – 5:23
2. The Almighty – 4:17
3. Show Your Hate – 4:54
4. King, Thy Name Is Slayer – 3:42
5. Out of the Sky – 3:49
6. Into the Universe – 3:48
7. The Eternal War – 5:28
8. Fear of Tomorrow – 3:27
9. Deeds of Darkness – 6:41

## Formazione
- Flemming Rönsdorf – voce
- Michael Stützer – chitarra (principale)
- Jørgen Sandau – chitarra (ritmica)
- Morten Stützer – basso
- Carsten Nielsen – batteria

## Nore
1. ↑  (EN) Metal Archives - Fear of Tomorrow
2. 1 2 3 4  (EN) Discogs - Fear of Tomorrow
3. 1 2 3  (EN) Eduardo Rivadavia, Allmusic - recensione Fear of Tomorrow, su allmusic.com.